# 緬濟熱奇縣

52°26′54″N 15°35′18″E / 52.44833°N 15.58833°E
緬濟熱奇縣（波蘭語：Powiat międzyrzecki），是波蘭的縣份，位於該國西部，由盧布斯卡省負責管轄，首府設於緬濟熱奇，面積1,388平方公里，2017年人口58,397，人口密度每平方公里42人。